# 帛度增三
武仙座93，又名BD+16 3335，HD 164349、SAO 103285、HR 6713，是武仙座的一颗恒星，视星等为4.67，位于銀經42.62，銀緯18.72，其B1900.0坐标为赤經17h 55m 36.3s，赤緯+16° 18.72′ 23″。